# Muros de Nalón
Muros de Nalón is een gemeente in de Spaanse provincie en regio Asturië met een oppervlakte van 8,09 km². Muros de Nalón telt 1.868 inwoners (1 januari 2016).

## Demografische ontwikkeling
Bron: INE, 1857-2011: volkstellingen